# Håndskrivning
|  | Sammenskrivningsforslag Artiklerne Skrivning, Håndskrivning er foreslået sammenskrevet. (Siden maj 2013) Diskutér forslaget |

Håndskrivning er at skrive i hånden med blyant, pen eller tilsvarende i stedet for på maskine (skrivemaskine, computer). Faget skrivning var et særskilt skolefag til slutningen af det 20. århundrede. I skoleloven af 1993 blev det i folkeskolen sammenlagt med dansk, og så blev det afskaffet på seminarierne, hvor det havde haft en ugentlig time på første årgang.
Den ældste håndskriftsform i Danmark efter runerne kaldes gotisk skrift. Den blev officielt afskaffet i 1875 og afløst af skråskrift (løkkeskrift). I 1952 blev formskrift introduceret i Danmark, og i løbet af 20-30 år blev den fremherskende i skolerne. Egentlig var Formskrift navnet på en bestemt skrift udviklet af nordmanden Alvhild Bjerkenes, men navnet formskrift er siden ca. 1960 blevet anvendt generelt om de skriveskrifter, der ligger tæt på trykt skrift, mens Christian Clemens Hansen indførte betegnelsen grundskrift for den skrift, der indlærtes i skolefaget skrivning.